# Гималетдинов, Ильдар Мансурович
Ильдар Мансурович Гималетдинов (род. 24 июля 1955, Большие Каркалы, Башкирская АССР) — российский политический деятель, депутат пятого созыва (2007—2011)

## Биография
В 1982 году окончил Башкирский сельхозинститут. Владелец «Уфимкабеля», ООО "ГИМ Клиник".

### Депутат госдумы
В декабре 2007 года был избран депутатом Государственной Думы Российской Федерации от партии Единая Россия (Региональная группа № 3, Республика Башкортостан). Являлся членом комитета Государственной Думы по экономической политике и предпринимательству.